# Жолонька
Жолонька — річка в Білорусі й Україні, у Наровлянському й Овруцькому районах Гомельської й Житомирської областей. Права притока Грязиви (басейн Прип'яті).

## Опис
Довжина річки 12 км, похил річки 0,80 м/км, найкоротша відстань між витоком і гирлом — 10,57 км, коефіцієнт звивистості річки — 1,14, площа басейну водозбору 41,5 км². Формується багатьма безіменними струмками, загатами та частково каналізована.

## Розташування
Бере початок на заході від села Красновка (Білорусь). Тече переважно на північний захід через болотисту місцину, через колишнє село Жолудівку і впадає в річку Грязиву, праву притоку Жолоні.

## Іхтіофауна
У річці водяться пічкур, бистрянка звичайна, верховодка звичайна та плітка звичайна.